# Rotterdam Open 2020
Il Rotterdam Open 2020, conosciuto anche con il nome di ABN AMRO World Tennis Tournament 2020 per ragioni di sponsorizzazione, è stato un torneo di tennis che si è disputato su campi di cemento indoor. È stata la 47ª edizione del Rotterdam Open, facente parte dell'ATP Tour 500 nell'ambito dell'ATP Tour 2020. Si è giocato nell'impianto dell'Ahoy Rotterdam a Rotterdam, nei Paesi Bassi, dal 10 al 16 febbraio 2020.

## Giocatori

### Teste di serie
| Nazione | Giocatore             | Ranking* | Testa di Serie |
| ------- | --------------------- | -------- | -------------- |
| Russia  | Daniil Medvedev       | 5        | 1              |
| Grecia  | Stefanos Tsitsipas    | 6        | 2              |
| Francia | Gaël Monfils          | 9        | 3              |
| Belgio  | David Goffin          | 10       | 4              |
| Italia  | Fabio Fognini         | 11       | 5              |
| Spagna  | Roberto Bautista Agut | 12       | 6              |
| Russia  | Andrej Rublëv         | 15       | 7              |
| Canada  | Denis Shapovalov      | 16       | 8              |

* Ranking al 3 febbraio 2020.

### Altri partecipanti
I seguenti giocatori hanno ricevuto una wild card per il tabellone principale:
- Tallon Griekspoor
- Robin Haase
- Jannik Sinner

Il seguente giocatore ha avuto accesso al tabellone principale come special exempt:
- Vasek Pospisil

I seguenti giocatori sono passati dalle qualificazioni:

- Grégoire Barrère
- Márton Fucsovics
- Philipp Kohlschreiber
- Michail Kukuškin

### Ritiri
Prima del torneo
- Lucas Pouille → sostituito da  Aljaž Bedene
- Jo-Wilfried Tsonga → sostituito da  Gilles Simon
- Stan Wawrinka → sostituito da  Aleksandr Bublik

Durante il torneo
- Radu Albot

## Partecipanti al doppio

### Teste di serie
| Nazione     | Giocatore             | Nazione  | Giovatore     | Ranking* | Testa di serie |
| ----------- | --------------------- | -------- | ------------- | -------- | -------------- |
| Germania    | Kevin Krawietz        | Germania | Andreas Mies  | 23       | 1              |
| Francia     | Pierre-Hugues Herbert | Francia  | Nicolas Mahut | 36       | 2              |
| Paesi Bassi | Wesley Koolhof        | Croazia  | Nikola Mektić | 36       | 3              |
| Paesi Bassi | Jean-Julien Rojer     | Romania  | Horia Tecău   | 37       | 4              |

* Ranking aggiornato al 3 febbraio 2020.

### Altri partecipanti
Le seguenti coppie hanno ricevuto una wildcard per il tabellone principale:
- Sander Arends /  David Pel
- Stefanos Tsitsipas /  Nenad Zimonjić

La seguente coppia è passata dalle qualificazioni:
- Henri Kontinen /  Jan-Lennard Struff

## Punti
| Evento    | V   | F   | SF  | QF | 2T | 1T   | Q  | Q2 | Q1 |
| Singolare | 500 | 300 | 180 | 90 | 45 | 0    | 20 | 10 | 0  |
| Doppio    | 500 | 300 | 180 | 90 | 0  | N.D. | 45 | 25 | 0  |

## Montepremi
| Evento    | V        | F        | SF      | QF      | Round of 16 | Round of 32 | Q2     | Q1     |
| Singolare | €371,620 | €182,185 | €91,680 | €46,620 | €24,210     | €12,770     | €2,825 | €1,440 |
| Doppio *  | €111,890 | €54,780  | €27,480 | €14,100 | €7,290      | N.D.        | N.D.   | N.D.   |

* per team

## Campioni

### Singolare
Gaël Monfils ha sconfitto in finale  Félix Auger-Aliassime con il punteggio di 6-2, 6-4.
- È il decimo titolo in carriera per Monfils, secondo della stagione.

### Doppio
Pierre-Hugues Herbert /  Nicolas Mahut hanno sconfitto in finale  Henri Kontinen /  Jan-Lennard Struff con il punteggio di 7–6(5), 4-6, [10-7].